# Smolnik (Dolnoslezské vojvodství)
Smolnik (německy Beerbeg) je vesnice v polském Dolnoslezském vojvodství, okrese Lubáň, gmina Leśna.

## Poloha
Vesnice dlouhá asi 1,7 km leží ve Frýdlantské pahorkatině na levém břehu řeky Kwisy. v nadmořské výšce 225–240 m.

## Popis
Ve vesnici žije 405 obyvatel. V roce 2011 žilo ve vesnici 468 obyvatel. Ve Smolniku se nachází základní škola Jana Pavla II. a Sdružení resocializačních pracovišť.
V letech 1975–1998 obec byla začleněna pod Jelenohorské vojvodství.

## Památky
Ve vesnici se nachází Mauzoleum rodiny Wollerů z roku 1881.